# Římskokatolická farnost Ostřetín
Římskokatolická farnost Ostřetín je územním společenstvím římských katolíků v pardubickém vikariátu královéhradecké diecéze.

## O farnosti

### Historie
Plebánie v Ostřetíně je poprvé připomínána v roce 1350 jako součást litomyšlské diecéze. V roce 1664 byla místní farnost začleněna do královéhradecké diecéze. Kostel ve vsi byl původně dřevěný, ten byl však za Sedmileté války v roce 1758 spálen pruským vojskem. Nový kostel byl postaven v roce 1781. V roce 1752 byl vystavěn dřevěný kostel v přifařených Velinách.

#### Přehled duchovních správců
- 2007-2009 R.D. Krysztof Piotr Tomkiewicz (administrátor ex currendo z Holic)
- 2009-2010 A.R.D. Antonín Forbelský (administrátor ex currendo z Pardubic)
- 2010-2011 R.D. Mgr. Miloslav Brhel (administrátor ex currendo z Pardubic)
- 2011-2016 R.D. Mgr. Filip Janák (administrátor ex currendo z Holic)
- od r. 2016 R.D. PhDr. Radek Martinek, PhD. (administrátor ex currendo z Holic)

### Současnost
Farnost je administrována ex currendo z Holic.
| Kostel                        | Místo    | Bohoslužba             | Bohoslužba             | Poznámka        |
| ----------------------------- | -------- | ---------------------- | ---------------------- | --------------- |
| Kostel Zvěstování Panny Marie | Ostřetín | neděle                 | 8.00                   | farní kostel    |
| Kostel sv. Mikuláše           | Veliny   | neslouží se pravidelně | neslouží se pravidelně | filiální kostel |